# مارک مک‌مانوس
مارک مک‌مانوس (انگلیسی: Mark McManus؛ ‏ ۲۱ فوریهٔ ۱۹۳۵ – ۶ ژوئن ۱۹۹۴) بازیگر اهل بریتانیا بود.
از فیلم‌ها یا برنامه‌های تلویزیونی که وی در آن نقش داشته‌است، می‌توان به اسکیپی، دادگاه جزا و تاگارت اشاره کرد.